# Eschikofen

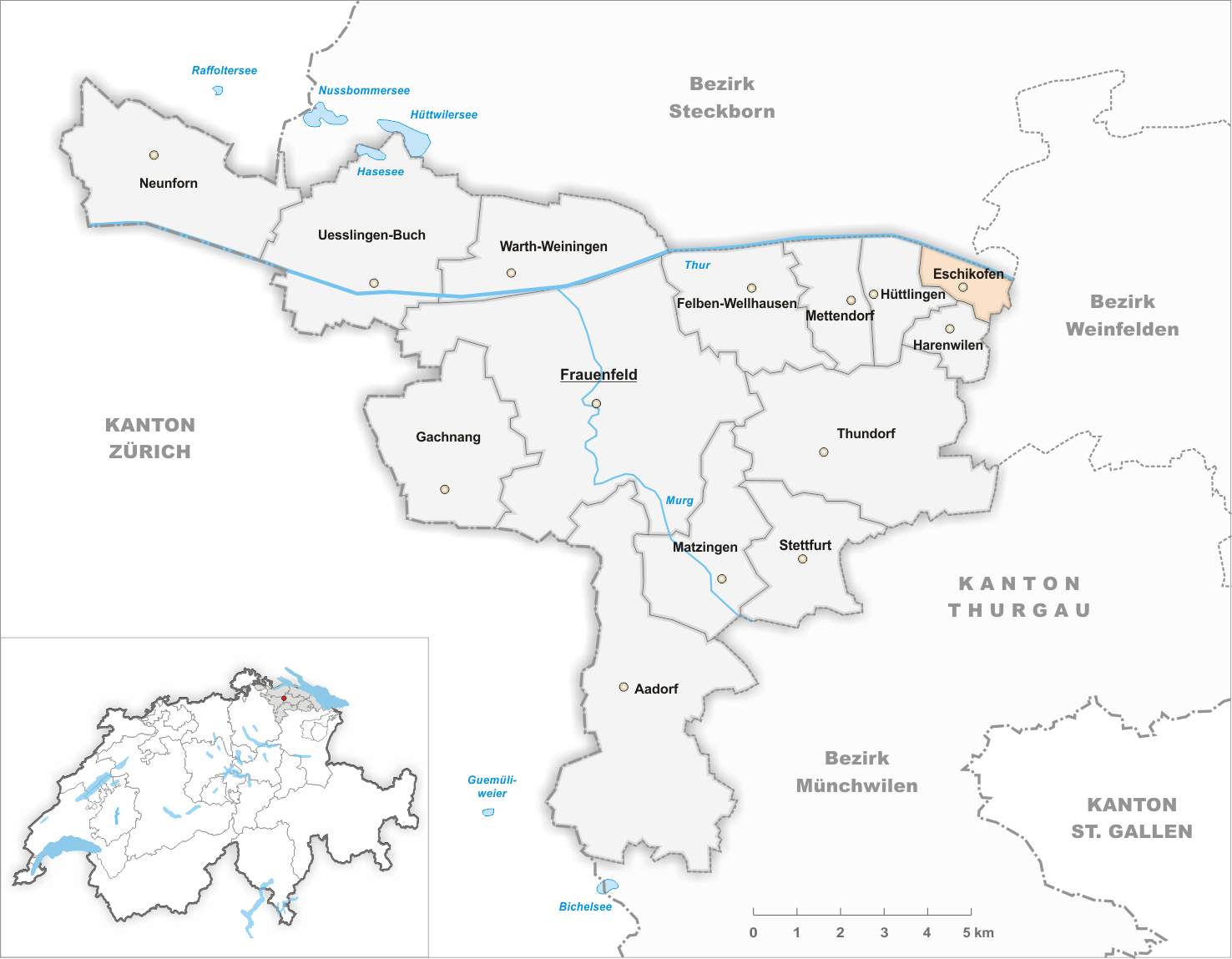
Gemeindestand vor der Fusion im Jahr 1999

Eschikofen ist eine Ortschaft im Schweizer Kanton Thurgau und Teil der politischen Gemeinde Hüttlingen. Bis 1998 bildete es neben Harenwilen, Hüttlingen und Mettendorf eine eigene Ortsgemeinde innerhalb der damaligen Munizipalgemeinde Hüttlingen.

## Geographie
Eschikofen liegt am nördlichen Hangfuss des Wellenbergs an der Hauptstrasse Frauenfeld–Weinfelden.

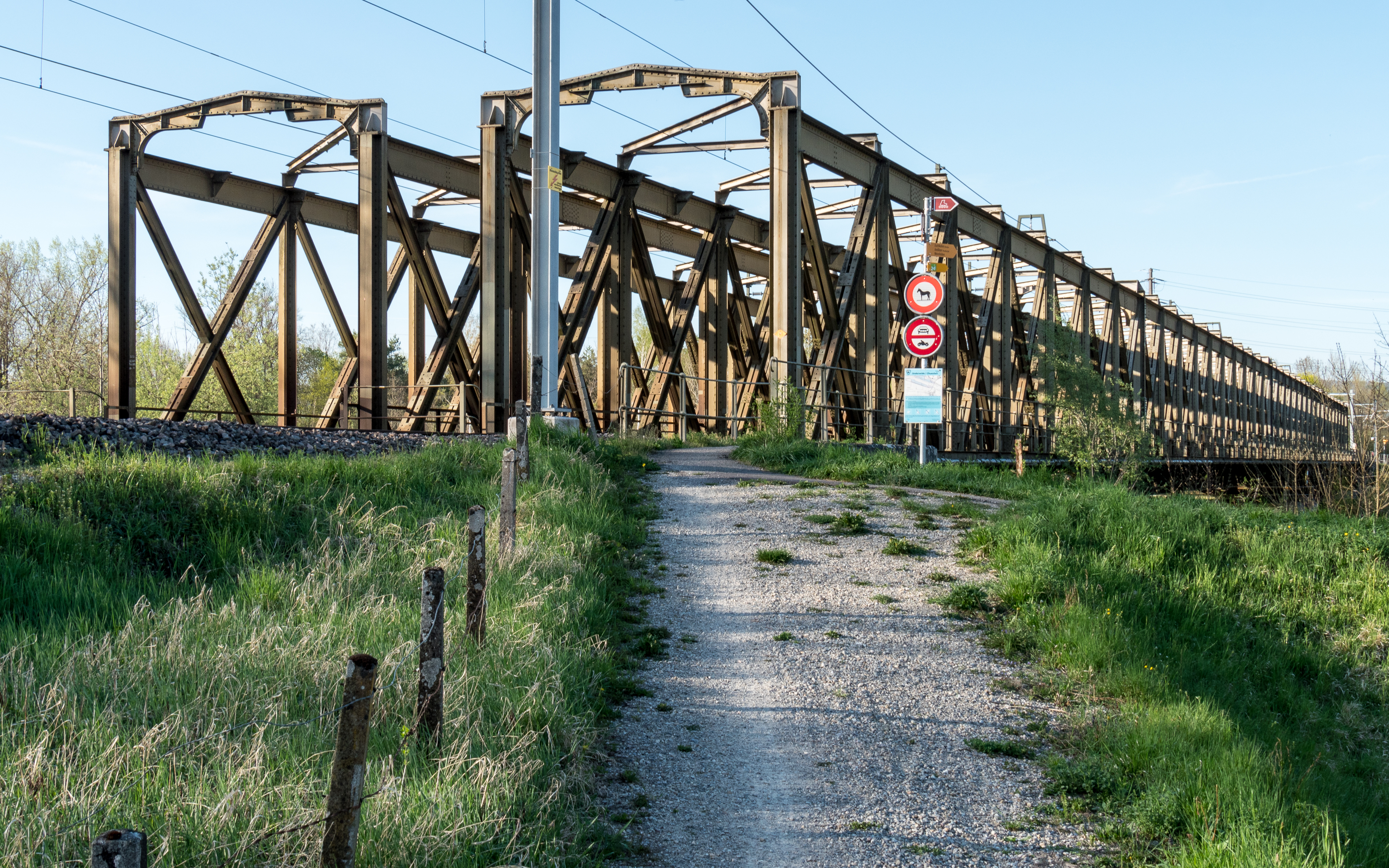
Brücke der Bahnstrecke Winterthur–Romanshorn über die Thur
Eschikofen im Jahr 1954. Am linken Bildrand ist ein Teil der SBB-Brücke über die Thur zu sehen.

## Geschichte
878 wird die Ortschaft in der Wortverbindung Hassinchovarromarcha erstmals erwähnt. Im 19. Jahrhundert wurde das Dorf als Heschikofen bezeichnet.
Eschikofen gehörte zunächst dem Kloster St. Gallen. Im 12. Jahrhundert tritt als Grundherrin die Abtei Reichenau in Erscheinung; da diese 1540 ins Bistum Konstanz eingegliedert wurde, fiel das Niedergericht Eschikofen je zur Hälfte an den Hochstift Konstanz und an die Herrschaft Griesenberg. Offnungen stammen von 1430 und 1479. Seit dem Ende der Helvetischen Republik im Jahr 1803 bis Ende 1998 war Eschikofen eine Ortsgemeinde innerhalb der Munizipalgemeinde Hüttlingen.
Ursprünglich lag Eschikofen in der Pfarrei Pfyn. Eschikofen ist überwiegend reformiert und gehört seit 1531 zur Pfarrei Hüttlingen, vorher zur Pfarrei Pfyn; für die Katholiken besteht seit 1869 die Möglichkeit, die Messe in Müllheim zu besuchen.
1837 wurde die Fähre über die Thur durch eine gedeckte Holzbrücke ersetzt, 1954 wurde die Betonbrücke gebaut. Vor der Thurkorrektion (1907–1913) war das Dorf oft von Überschwemmungen betroffen. Im Laufe des 19. Jahrhunderts lösten Milchwirtschaft und Viehzucht den Ackerbau ab. Trotz eines in jüngster Zeit entstandenen Einfamilienhausquartiers hat Eschikofen seinen bäuerlichen Charakter bewahrt.

## Bevölkerung
Bevölkerungsentwicklung von Eschikofen seit 1850:
| Jahr         | 1850  | 1900  | 1950  | 1960  | 1980  | 1990  | 2000  | 2010  | 2018  | 2023  |
| Ortsgemeinde | 147   | 157   | 169   | 173   | 109   | 130   |       |       |       |       |
| Ortschaft    |       |       |       |       |       |       | 188   | 191   | 186   | 197   |
| Quelle       | [ 3 ] | [ 3 ] | [ 3 ] | [ 3 ] | [ 3 ] | [ 3 ] | [ 4 ] | [ 5 ] | [ 2 ] | [ 6 ] |

Von den insgesamt 197 Einwohnern der Ortschaft Eschikofen am 31. Dezember 2023 waren 78 (39,6 %) evangelisch-reformiert und 32 (16,2 %) römisch-katholisch.

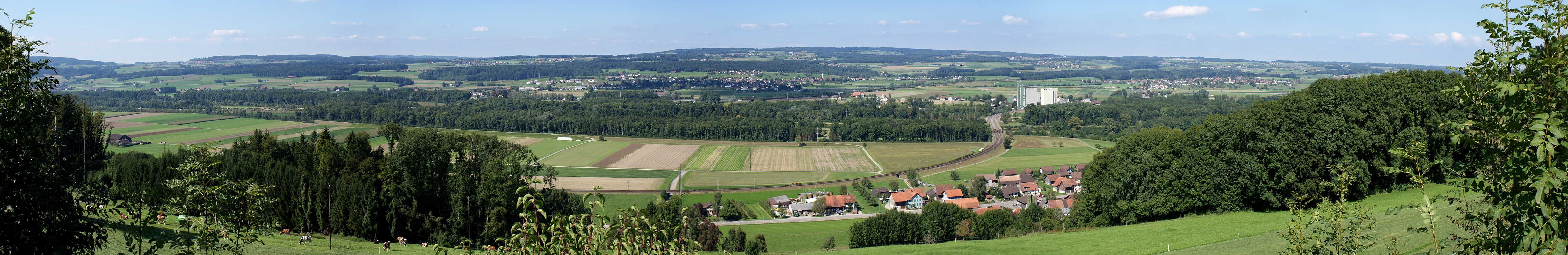
Thurtal mit dem Seerücken, unten das Dorf Eschikofen und in der Bildmitte Müllheim